# Amplibuteo concordatus
Amplibuteo concordatus è una specie estinta di aquila di grandi dimensioni vissuta nel Pliocene, circa 1,8-0,3 milioni di anni fa, in Florida e California.